# Isopropyl dodécyl fluorophosphonate
L'isopropyl dodécyl fluorophosphonate (IDFP) est un composé organophosphoré apparenté au gaz innervant sarin.  Comme celui-ci, l'IDFP est un inhibiteur irréversible de plusieurs enzymes différentes qui interviennent normalement pour dégrader des neurotransmetteurs.  Sa longue chaîne alkyle fait de l'IDFP un inhibiteur de l'acétylcholinestérase (AChE) sensiblement moins puissant que le sarin, avec une concentration inhibitrice médiane IC50 de 6,3 mM, mais cette molécule reste un inhibiteur puissant de la monoacylglycérol lipase (MAGL), responsable de la dégradation de l'endocannabinoïde 2-arachidonylglycérol (2-AG), et de l'hydrolase des amides d'acides gras (FAAH), qui dégrade l'anandamide.  L'IC50 de l'IDFP vaut 0,8 nM pour MAGL  et 3,0 nM pour FAAH.  L'inhibition de ces deux enzymes sans affecter l'AChE provoque l'augmentation du taux d'anandamide et de 2-AG dans le cerveau sans affecter celui d'acétylcholine, d'où l'apparition d'un comportement cannabinoïde sans symptômes cholinergiques chez les animaux étudiés,,,.
Bien qu'il ait une structure chimique semblable à celle de gaz innervants interdits, la longue chaîne alkyle de l'IDFP l'exclut de la définition des composés toxiques au titre de la Convention sur l'interdiction des armes chimiques, et comme il ne présente pas la même capacité à inhiber l'acétylcholinestérase que les composés organophosphorés apparentés, il ne fait pas l'objet de contrôles aussi stricts que ces derniers.